# Slovenia Open WTA 2007
Lo Slovenia Open WTA, conosciuto anche come Banka Koper Slovenia Open 2007 per motivi di sponsorizzazione, è stato un torneo di tennis giocato sul cemento. È stata la 3ª edizione del Slovenia Open WTA, che fa parte della categoria Tier IV nell'ambito del WTA Tour 2007. Si è giocato a Portorose in Slovenia, dal 17 al 23 settembre 2007.

## Campioni

### Singolare
Tatiana Golovin ha battuto in finale  Katarina Srebotnik 2–6, 6–4, 6–4

### Doppio
Lucie Hradecká /  Renata Voráčová hanno battuto in finale  Andreja Klepač /  Elena Lichovceva 5–7, 6–4, 10–7